# 窄紋獴
窄紋獴（学名 Mungotictis decemlineata），是一种食蟻狸科动物。它们生活在马达加斯加西部和西南部干燥的落叶林中。

## 行为特征
目前的研究表明，窄紋獴主要以昆虫为食，但也吃鸟蛋，以及各种小型的动物，包括啮齿类、鸟类、蛇类甚至一些小猴。
窄紋獴在夜间活动，组成母系的族群。它们一般在树上或灌木中筑起自己的小窝。

## 保护现状
由于栖息地的日益减少，窄紋獴已被IUCN列为濒危动物。